# 反顎繭蜂
反顎繭蜂（学名：Dacnusa sibirica）为繭蜂科離顎繭蜂屬下的一个种。其种加词“sibirica”意为“西伯利亚的”。